# Raluca Strămăturaru

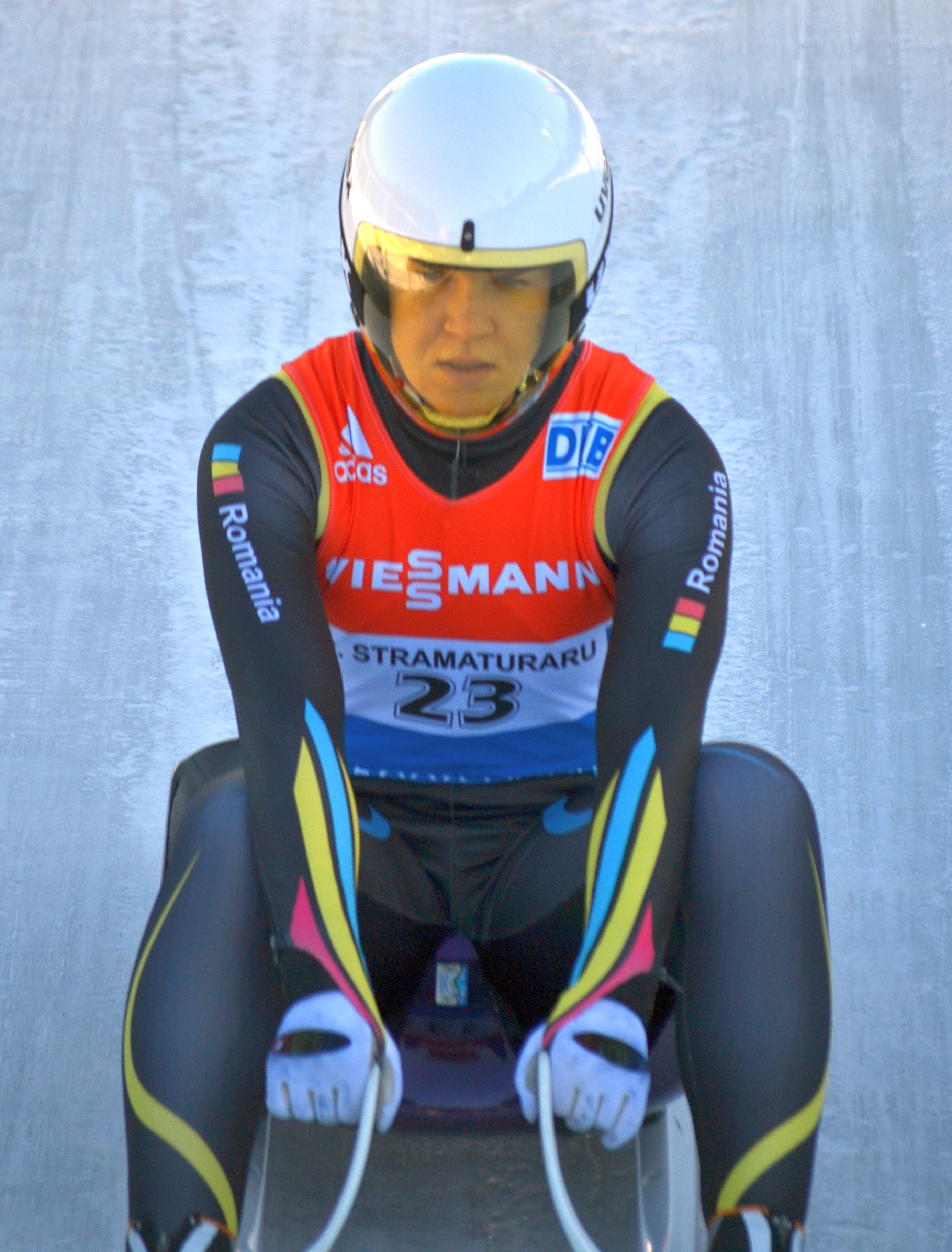
Raluca Strămăturaru la antrenamentul pentru cupa mondială de sanie din 2015, în Altenberg, Germania.

Raluca Strămăturaru (n. 22 noiembrie 1985, Sinaia, România) este o sportivă română care concurează din anul 1996 în proba de sanie.

## Carieră
Cel mai bun rezultat al ei în Cupa Mondială de Sanie a fost în sezonul 2007-08, când a fost a 23-a la simplu feminin. Cel mai bun rezultat la Campionate Mondiale a fost a 16-a la simplu feminin în Winterberg, în 2019. Cel mai bun rezultat la Europene a fost a 10-a la Oberhof în 2013.
Strămăturaru s-a calificat pentru Jocurile Olimpice de Iarnă din 2010, unde a terminat pe locul 21. A participat și la Jocurile Olimpice de Iarnă din 2014. La Jocurile Olimpice de Iarnă din 2018, unde a purtat drapelul României la festivitatea de închidere, a obținut locul 7. La Jocurile Olimpice din 2022 de la Beijing a purtat împreună cu Paul Pepene drapelul României la ceremonia de deschidere. În proba de ștafeta mixtă a ocupat locul 9, alături de Valentin Crețu, Marian Gîtlan și Darius Șerban.
Sora ei, Violeta Strămăturaru a concurat și ea în același sport.

## Realizări
| An   | Competiție          | Locație                    | Loc | Note         |
| ---- | ------------------- | -------------------------- | --- | ------------ |
| 2007 | Campionatul Mondial | Innsbruck-Igls, Austria    | 32  | individual   |
| 2007 | Campionatul Mondial | Innsbruck-Igls, Austria    | 11  | ștafetă      |
| 2008 | Campionatul Mondial | Oberhof, Germania          | 22  | individual   |
| 2008 | Campionatul Mondial | Oberhof, Germania          | 12  | ștafetă      |
| 2009 | Campionatul Mondial | Lake Placid, Statele Unite | 30  | individual   |
| 2009 | Campionatul Mondial | Lake Placid, Statele Unite | 8   | ștafetă      |
| 2010 | Jocurile Olimpice   | Vancouver, Canada          | 21  | individual   |
| 2011 | Campionatul Mondial | Cesena, Italia             | 18  | individual   |
| 2012 | Campionatul Mondial | Altenberg, Germania        | 18  | individual   |
| 2012 | Campionatul Mondial | Altenberg, Germania        | 10  | ștafetă      |
| 2013 | Campionatul Mondial | Whistler, Canada           | 18  | individual   |
| 2013 | Campionatul Mondial | Whistler, Canada           | NT  | ștafetă      |
| 2014 | Jocurile Olimpice   | Soci, Rusia                | 30  | individual   |
| 2015 | Campionatul Mondial | Sigulda, Letonia           | 21  | individual   |
| 2016 | Campionatul Mondial | Königssee, Germania        | 22  | individual   |
| 2016 | Campionatul Mondial | Königssee, Germania        | 9   | ștafetă      |
| 2017 | Campionatul Mondial | Innsbruck-Igls, Austria    | 19  | individual   |
| 2017 | Campionatul Mondial | Innsbruck-Igls, Austria    | 10  | ștafetă      |
| 2018 | Jocurile Olimpice   | Pyeongchang, Coreea de Sud | 7   | individual   |
| 2018 | Jocurile Olimpice   | Pyeongchang, Coreea de Sud | 10  | ștafetă      |
| 2019 | Campionatul Mondial | Winterberg, Germania       | 16  | individual   |
| 2019 | Campionatul Mondial | Winterberg, Germania       | 8   | ștafetă      |
| 2020 | Campionatul Mondial | Soci, Rusia                | 20  | individual   |
| 2021 | Campionatul Mondial | Königssee, Germania        | 28  | sprint       |
| 2021 | Campionatul Mondial | Königssee, Germania        | 27  | individual   |
| 2021 | Campionatul Mondial | Königssee, Germania        | 9   | ștafetă      |
| 2022 | Jocurile Olimpice   | Beijing, China             | NT  | individual   |
| 2022 | Jocurile Olimpice   | Beijing, China             | 9   | ștafetă      |
| 2023 | Campionatul Mondial | Oberhof, Germania          | 25  | sprint       |
| 2023 | Campionatul Mondial | Oberhof, Germania          | 28  | individual   |
| 2023 | Campionatul Mondial | Oberhof, Germania          | 15  | dublu sprint |
| 2023 | Campionatul Mondial | Oberhof, Germania          | 14  | dublu        |
| 2023 | Campionatul Mondial | Oberhof, Germania          | 9   | ștafetă      |
| 2024 | Campionatul Mondial | Altenberg, Germania        | 9   | dublu sprint |
| 2024 | Campionatul Mondial | Altenberg, Germania        | 7   | dublu        |

## Legături externe
Materiale media legate de Raluca Strămăturaru la Wikimedia Commons
- Raluca Strămăturaru la Comitetul Olimpic și Sportiv Român (arhivat)
- en  Raluca Strămăturaru la Federația Internațională de Sanie
- en Raluca Strămăturaru la Olympedia.org